# 不安な演奏
『不安な演奏』（ふあんなえんそう）は、松本清張の長編推理小説。『週刊文春』に連載され（1961年3月13日号 - 1961年12月25日号）、1962年9月に文藝春秋新社から単行本が刊行された。

## あらすじ

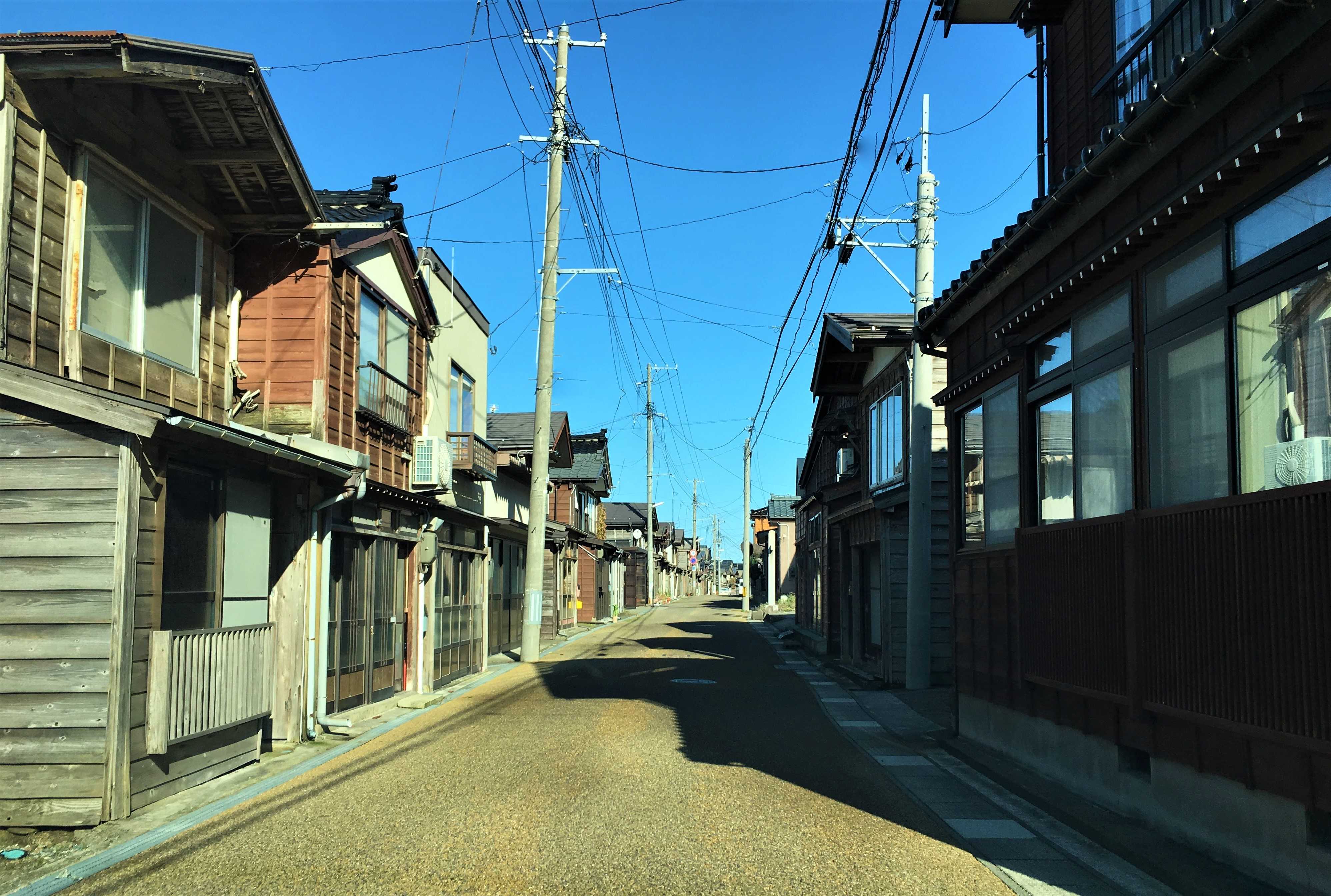
第5節で描かれる出雲崎町の町並み

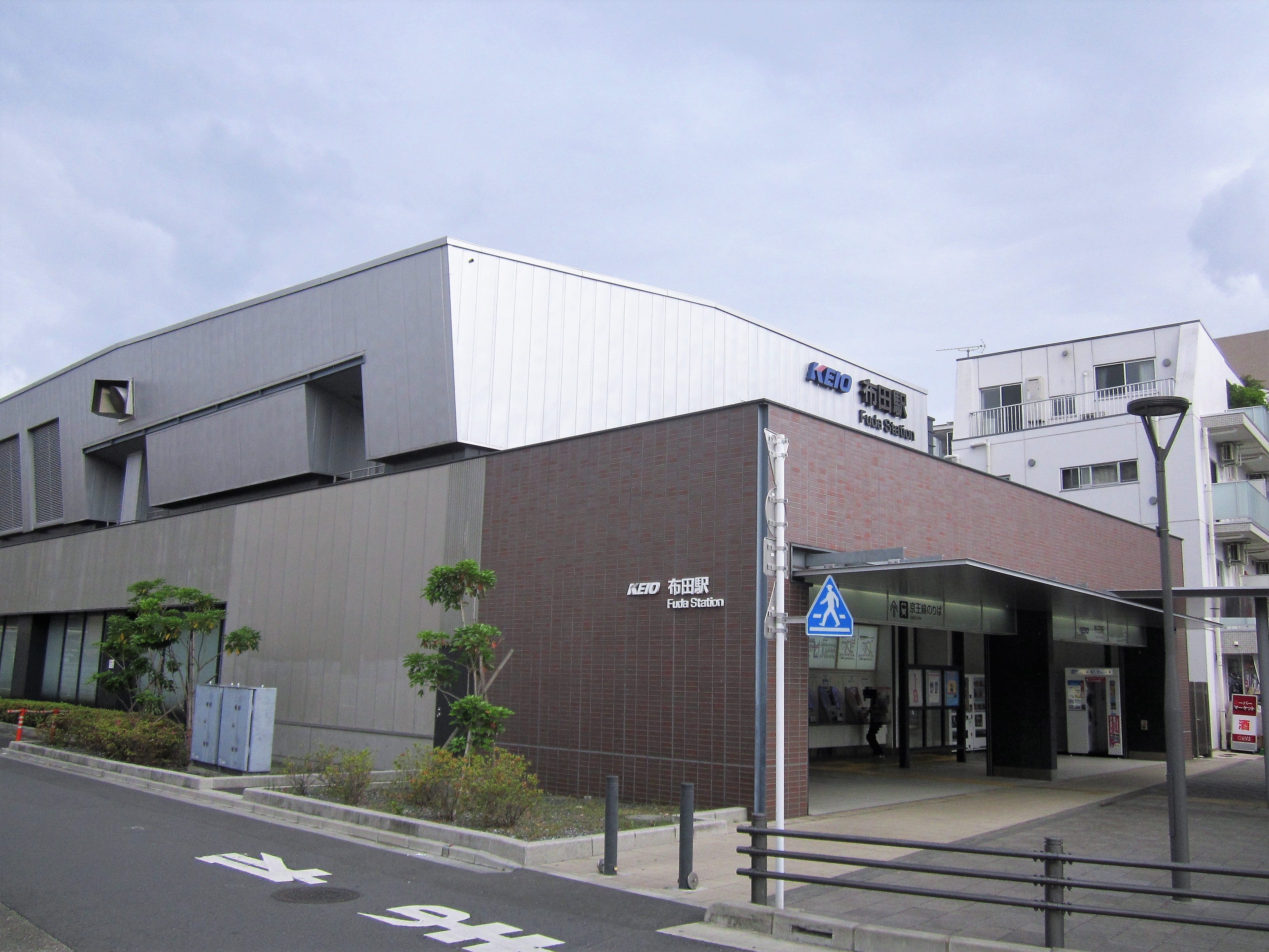
現在の京王電鉄布田駅

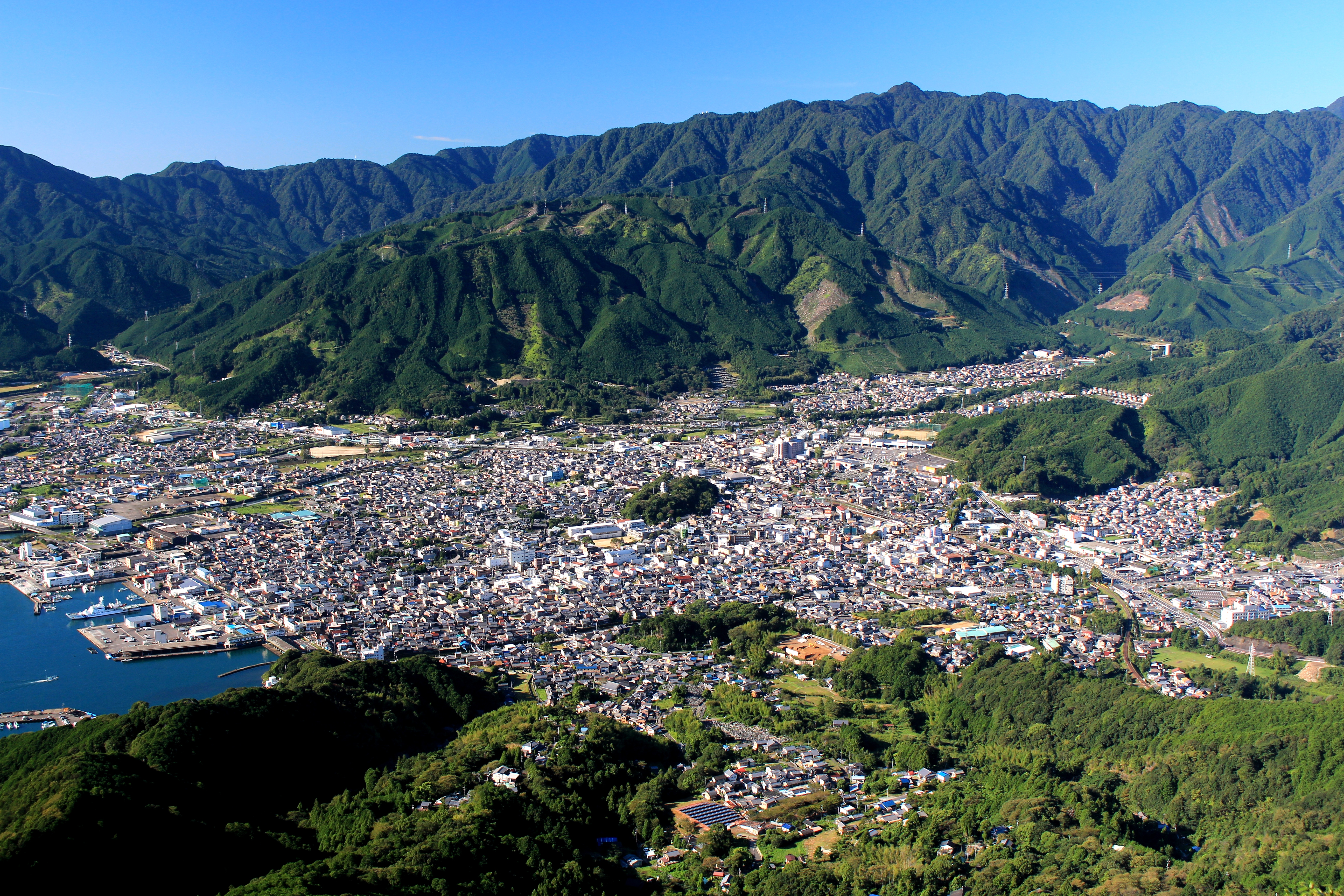
北東から見た尾鷲市街。第14節以下で登場する「柳原旅館」は、尾鷲駅の西側（写真右側）に所在する設定となっている。

雑誌編集者の宮脇平助は、連れ込み旅館の部屋に忍び込ませたテープレコーダーの録音の蒐集に凝っていたが、やらせではない本物の録音を求めて、手に入れたテープから聞こえてきたのは、男同士による殺人計画の打ち合わせであった。宮脇から録音内容を聴いた映画監督の久間隆一郎は、録音に含まれていた地名のひとつ、新潟県柏崎市の鯨波におもむき、鯨波の鬼穴を観るが、鯨波から遠くない出雲崎町の沖合で女性の溺死体が漂流していたニュースを耳にする。
宮脇と久間は、溺死体の胸ポケットに入っていた京王帝都電鉄の回数券を手掛かりに、テープの声の主が京王線の布田駅近辺に住み、女性を殺害したのではないかと推測する。回数券の販売履歴から、区会議員の南田広市が購入していたものと判明するが、南田広市の娘・菊子は回数券について宮脇に嘘を吐く。久間は、南田広市が国務大臣の秋芳武治の選挙違反に連座しかかった過去があり、また秋芳の出納兼総括責任者の千倉練太郎が逃亡していることを知り、殺人事件には秋芳の選挙違反が絡んでいるものと睨む。宮脇は布田駅前の不動産屋を起点にテープの声の主のアジトの場所を探す一方、久間は溺死体の女性の関係者が誰も現れないことを不審に思っていたが、仕事が忙しくなった久間の代わりに、鯨波の洞穴前で久間が出会った青年・葉山良太が調査に加わる。
葉山良太は布田駅近くにある祥雲寺に目を付け、住職の田辺悦雲が山梨県の教来石の更に奥地の秋野村でも住職を兼ねていることがわかると、テープの録音に含まれていた「甲府から山に持って行く」と関係があるのではないかと考える。秋野村を訪れたものの得るところがなかった宮脇は、帰りの中央線内で菊子と再会、しかし菊子はまたも宮脇に嘘を吐いて途中の立川駅で下車・逃走する。南田父娘はどうも曰くがありそうだと考える宮脇だったが、紀勢本線沿いに視察旅行に出ていた南田広市は、布団包みに梱包された死体となり、尾鷲駅から東京へ発送されていた。
宮脇は葉山良太と尾鷲を訪れるが、犯人の作ったトリックに翻弄され、南田広市が尾鷲で殺された手掛かりは皆目つかめない。宮脇は東京へ戻るが、続いて菊子が失踪する。葉山良太が調査の先回りをして自分の考えを打ち明けていないことに疑問を抱くものの、宮脇は調査を続け、南田広市殺害前後の田辺悦雲の足取りから、行方不明とされる千倉練太郎の足取り、また女性の溺死体の正体にたどり着く。

## 主な登場人物
宮脇平助
芸能欄担当の雑誌編集者。家はかなりの資産家で、給料は独りで使ってしまって平気な身分。
葉山良太
鯨波の洞穴の前で久間が出会った青年。生活に困らない資産を持つ。
久間隆一郎
映画監督。映画界では巨匠と呼ばれるベテラン。好奇心が強い。
南田菊子
公団に勤務する南田広市の長女。
南田広市
秋芳大臣と繋がりのある区会議員。土建屋を営む。
千倉練太郎
秋芳大臣の出納兼総括責任者だが、目下行方不明中。
秋芳武治
保守党の大物で現国務大臣。選挙違反を追及されている。
田辺悦雲
布田駅近くにある祥雲寺の住職。

## エピソード
- 著者は本作連載開始の前年の1960年に梓林太郎と知り合ったが、梓は2度目の清張邸訪問の際、清張に梓の知人から少し前に聞いたことを話すことにした。それは、梓の知人が新宿の喫茶店の風月堂で待ち合わせ中に、隣の席の三人の男の聞き捨てならない会話を耳にしたという話で、柏崎市の鯨波海岸について「断崖の下には海水に浸食された洞穴が口を開けている。その洞穴に、殺した人間を棄てる。干潮時は砂地だが、潮が満ちると波が入り込む。死体は波にさらわれて海に流れ出し、やがて沖まで運ばれる。洞穴の近くには岩礁もあるから、打ち寄せる波によって、人間のからだはバラバラになることも考えられる」というものであった。三人のうち一人が四十代半ばで二人が二十代に見えたという。この話を聞いた清張は、その三人は本当に死体を隠そうとしていたのだろうかと首を傾げたが、鯨波の海岸に人間の死体を棄てられるような洞穴があるかどうかを見てきてほしいと梓に頼んだ。梓は鯨波に洞穴があるのを確認し、洞穴の中に「死体」は無かったものの、洞穴への道筋やかたち、周辺の模様を細かく描き、カメラに収め、清張に報告した[3]。
- 第5節で描かれる「青海荘ホテル」のモデルは、鯨波の鬼穴近くに所在した「蒼海ホテル」とされる[4]。